# Kỹ thuật của người An Nam
Kỹ thuật của người An Nam  (tiếng Pháp: "Technique du peuple Annamite", tiếng Anh: "Mechanics and crafts of the Annamites") là một công trình nghiên cứu văn minh vật chất ở An Nam khoảng 100 năm về trước được thực hiện bởi một người Pháp tên Henri Oger và nghệ nhân người Việt Nam thực hiện năm 1908 – 1909 và phát hành với số lượng hạn chế (60 bản).

## Hoàn cảnh sáng tác
Henri Oger ở Đông Dương từ năm 1908 đến năm 1919 và có ba năm làm việc tại Hà Nội, Việt Nam (1907 -1909). Công việc đặc thù của quản lý viên trong cơ quan hành chính dân sự của chính quyền Đông Dương đòi hỏi ông phải tiến hành nghiên cứu về những thao tác và nghề nghiệp thủ công của người Việt Nam để xây dựng, thống kê các thuật ngữ kỹ thuật, sau đó nghiên cứu sâu về gia đình người Việt. Đã tham gia nhiều dự án, nhưng có lẽ dự án quan trọng nhất mà ông có dịp tham gia là dự án Nghiên cứu thực địa về nền Văn minh Vật chất của người Việt Nam và các khía cạnh về xã hội học, một lĩnh vực khi đó có rất ít người nhúng tay vào. Ông xác định trước hết phải tiến hành thống kê, làm danh mục ở quy mô rộng, vì ở Việt Nam có quá thừa các loại từ điển và quá thiếu những nghiên cứu thực sự mang tính xã hội và dân tộc học.
Tuy nhiên với lòng ngưỡng mộ văn hoá Việt Nam từ trước, công trình thống kê các thuật ngữ kỹ thuật đã trở thành một công trình văn minh vật chất khổng lồ của Henri, tập hợp 4577 bức tranh khắc. Theo đó, ông đã cùng các nghệ sĩ khắc gỗ như Nguyễn Văn Đăng, Phạm Văn Giai cùng một số những người khác đi khắp 36 phố phường và vùng ngoại thành Hà Nội để phác họa trên giấy những hình ảnh phản ánh đời sống của người dân Hà thành, từ sản xuất, buôn bán đến vui chơi, tập tục... Tất cả đều được vẽ lại một cách rất tỉ mỉ và chi tiết. Trước khi khắc gỗ ông còn mời người dân kiểm tra lại.

## Nội dung
Nội dung  tác phẩm phản ánh rõ nét các đặc thù sinh hoạt của người dân Bắc Bộ 100 năm về trước. Các bức tranh trong "Kỹ thuật của người An Nam" trải dài để tài từ sản xuất, hoạt động văn hoá – tín ngưỡng – trò chơi dân gian đến các danh nhân đương thời và đời sống muôn mặt của người dân xưa. Các nét vẽ trong tranh đơn giản mà rắn chắc, sống động do đặc thù của tranh khắc gỗ..
Ví dụ cho các bức thể hiện từng mảng đề tài như:
- Sản xuất đời sống: "Bán đũa", "Bán cua bể", "Thiến trâu",...
- Văn hoá – Tín ngưỡng: "Lễ hợp cẩn", "Đeo dây trường minh vào tết Đoan Dương", "Bà đồng khai quan", "Quả báo kẻ làm hại sinh mạng con vật",...
- Trò chơi dân gian: "Chọi cỏ gà", "Nhảy bi",...
- Sự vật hằng ngày: "Cây cau", "Tủ đồ", ...
- Hình phạt: "Chém tù",...
- Hành động phi pháp: "Ăn trộm khăn", Ăn trộm trèo tường",...
- Hoạt động thường nhật – Đời sống: "Ngồi xổm", Thầy lang bốc thuốc",....

Ngoài ra còn có nhiều bức không có tên..
Cuốn sách được trình bày có bố cục khá khác thường so với những tư liệu cùng loại khác..

## Phát hành

### Lần đầu tiên
Henri Oger in tại hiệu in mà ông làm chủ ở Hàng Gai. Không có tiền, Oger vừa làm vừa vận động xin tiền. Ông đã làm tất cả công việc này với 200 đồng bạc được các nhà hảo tâm quyên góp. Đến năm 1910, cuốn sách được xuất bản với số lượng rất ít ỏi (chỉ khoảng 60 bản).

### Tái bản
Lần phát hành đầu tiên do hạn chế về mặt tài chính nên tác giả Henri Oger chỉ in được 60 bản trên giấy dó khổ lớn bằng phương pháp mộc bản và phải dùng đến hơn 700 bản khắc gỗ. Tuy nhiên không tiếng tăm, không có hỗ trợ tài chính, "Kỹ thuật của người An Nam" đã chìm vào quên lãng ở cả Pháp và Việt Nam. Hiện nay chỉ còn ba bản gốc được lưu lại: ở Thư viện KHTH Thành phố Hồ Chí Minh; ở Hà Nội và Tổng Lãnh sự quán Hà Lan.

### Tái bản lần tiếp theo
Mãi đến năm 2004, trong một dự án khôi phục kho tàng di sản văn hóa thời thuộc địa tại các nước Đông Dương do Chính phủ Pháp tài trợ, bản gốc hoàn chỉnh duy nhất của cuốn sách tại Việt Nam do Thư viện Khoa học tổng hợp TP. Hồ Chí Minh lưu giữ đã được chọn để biên soạn lại và cho tái bản. Năm 2009, bản tái bản của "Kỹ thuật của người An Nam" ra mắt công chúng. Tập bản vẽ được tái bản lần này, dưới chủ nhiệm sản xuất là Olivier Tessier và Philippe Le Failler cùng dịch giả Trần Đình Bình và Sheppard Ferguson, in lại toàn bộ 700 bản tranh khắc được tác giả đánh số. Mỗi bản tranh khắc trước đó đã được số hoá và xử lý để xoá đi những vết ố của thời gian. Những chỗ giấy bị nhàu, rách, hình các con dấu của Thư viện Nam phần và sau đó là của Thư viện Khoa học Tổng hợp thành phố Hồ Chí Minh cũng như những ghi chú bằng bút chì do các độc giả kém ý thức thêm vào đã được tẩy đi..
Cùng với 2.000 cuốn bản giấy, hai tập sách cũng được phát hành 1000 bản số hoá dưới dạng DVD. Bản số hoá được thiết kế với hệ thống nhận biết hình ảnh tích hợp, cho phép độc giả khi nhấp chuột vào một bức vẽ nào đó sẽ thấy xuất hiện những chú giải của Henri Oger (bảng phân tích) bằng 3 thứ tiếng và bản dịch sang quốc ngữ các chú thích viết bằng chữ Hán Nôm.

## Đánh giá – Nhận xét
- Henry Oger đã có lý khi nói:

" Những bản khắc này là Bách khoa thư văn hoá vật chất của dân An Nam, bởi thế giới có thể coi 4,000 tranh này là 4,000 "từ" dưới góc độ từ điển. Những "từ" ấy là những hình ảnh, là cả vũ trụ xếp theo bảng chữ cái, là máu, là linh hồn của Tổ quốc và của loài người. Cùng với ông, những nghệ nhân khắc gỗ Việt Nam đã để lại cho thế giới cả một kho tàng tri thức và nghệ thuật vô giá. Đừng quên hình ảnh người thợ khắc gỗ với đôi bàn tay khéo léo làm ra nghệ thuật để lại cho chúng ta. Bao thế kỷ đã trôi qua nhưng những bộ tranh quý giá trong kho tàng nghệ thuật dân gian Việt Nam và trong nền văn hoá Việt Nam."
(Theo Kim Sơn - tạp chí Heritage T3/4 năm 2002)
- Giáo sư sử học Đinh Xuân Lâm cho biết, ông rất coi trọng cách tiếp cận văn hóa đời sống bản địa rất khác biệt của chàng thanh niên Pháp này. Nhiều hình ảnh tư liệu trong cuốn sách này không thể tìm thấy ở bất kỳ tài liệu nào khác.[1]
- Theo sự đánh giá của hai phó giáo sư trường Viễn đông Bác Cổ Olivier Tessier và Philippe Le Failler, "Kỹ thuật của người An nam" không có nhiều giá trị về mặt khoa học nhưng về mặt lịch sử thì đây là một thư tịch quý về đời sống người dân Việt Nam cuối thế kỉ XIX, đầu thế kỉ XX.
- Năm 1970, trong một bài tóm tắt tiểu sử đăng ở niên san của Trường Viễn đông Bác cổ (BEFEO), ông Pierre Huard đã đánh giá lại chất lượng công trình của Henri Oger cho đúng với giá trị của nó, đồng thời nhấn mạnh tính tiên phong của công trình này đối với việc nghiên cứu các ngành nghề của Việt Nam.
- Đánh giá của ông Franciscus Verellen- Giám đốc trường Viễn Đông Pháp cũng cho thấy sức hút của cuốn sách với các độc giả nước ngoài muốn tìm hiểu về văn hoá Việt Nam. Ông cho biết:

"Việc tái bản cuốn sách về dân tộc Việt Nam đầu thế kỷ 20 dấy lên mối quan tâm rất lớn cho công chúng ở Pháp, triển lãm được thực hiện là một việc làm hết sức đặc biệt và có giá trị".